# Amblyeleotris rhyax
Amblyeleotris rhyax är en fiskart som beskrevs av Nicholas Vladimir Polunin och Lubbock, 1979. Amblyeleotris rhyax ingår i släktet Amblyeleotris och familjen smörbultsfiskar. Inga underarter finns listade i Catalogue of Life.